# Vlag van Gilze en Rijen

Vlag van de gemeente Gilze en Rijen

De vlag van Gilze en Rijen is op 30 juli 1962 vastgesteld als de gemeentelijke vlag van de Noord-Brabantse gemeente Gilze en Rijen. De beschrijving van de vlag luidt als volgt:
Linksgeschuind van geel en blauw, met op het midden een Sint Petrussleutel, van het een in het ander.
De kleuren en de sleutel zijn afgeleid van het gemeentewapen. Het ontwerp is van de hand van Kl. Sierksma. De schuine verdelingslijn verwijst naar het dalen en opstijgen van de vliegtuigen op het plaatselijke militaire vliegveld. De tweedeling symboliseert tegelijkertijd ook de beide dorpskernen. Centraal staat de sleutel van Sint Petrus.

## Verwante afbeeldingen

Wapen van Gilze en Rijen
Het wapen op de zijkant van NS e-loc 1736

Alphen-Chaam · Altena · Asten · Baarle-Nassau · Bergeijk · Bergen op Zoom · Bernheze · Best · Bladel · Boekel · Boxtel · Breda · Cranendonck · Deurne · Dongen · Drimmelen · Eersel · Eindhoven · Etten-Leur · Geertruidenberg · Geldrop-Mierlo · Gemert-Bakel · Gilze en Rijen · Goirle · Halderberge · Heeze-Leende · Helmond · 's-Hertogenbosch · Heusden · Hilvarenbeek · Laarbeek · Land van Cuijk · Loon op Zand · Maashorst · Meierijstad · Moerdijk · Nuenen, Gerwen en Nederwetten · Oirschot · Oisterwijk · Oosterhout · Oss · Reusel-De Mierden · Roosendaal · Rucphen · Sint-Michielsgestel · Someren · Son en Breugel · Steenbergen · Tilburg · Valkenswaard · Veldhoven · Vught · Waalre · Waalwijk · Woensdrecht · Zundert